# Бертран, Эмиль
Эмиль Бертран (фр. Émile Bertrand; 1844—1909) — французский инженер, геолог и минералог.

## Биография

Маркировка Эмиля Бертрана

Родился в 1844 году в богатой семье.
Учился в Парижской горной школе, затем много путешествовал, занимался геологией и исследованием минералов.
Был соучредителем общества Société française de minéralogie et de cristallographie. Написал книгу о применении микроскопии в минералогических исследованиях «De l'Application du microscope à l'étude de la minéralogie»(1878);  опубликовал перевод работы Эрнста Маха по истории механики «La mécanique: exposé historique et critique de son développement» (1904). 
Эмиль Бертран также является изобретателем нескольких оптических приборов.
Умер в 1909 году.
В честь Эмиля Бертрана был назван Алексисом Дамуром минерал бертрандит. Именем ученого также назван фазовый телескоп (Bertrand lens). Он был почетным членом Минералогического общества Великобритании и Ирландии (Mineralogical Society of Great Britain and Ireland).